# Australisches Militärordinariat
Das Australische Militärordinariat (engl.: Military Ordinariate of Australia) ist ein Militärordinariat in Australien und zuständig für die australischen Streitkräfte.

## Geschichte
Das Militärordinariat in Australien betreut seelsorgerisch die uniformierten Mitglieder der australischen Marine, des Heeres und der Luftwaffe, ihre Familien und Zivilpersonen, die im Department of Defence beschäftigt und römisch-katholischer Konfessionszugehörigkeit sind. Es wurde durch Papst Paul VI. am 6. März 1969 errichtet. Nach gegenseitigem Beschluss zwischen dem Heiligen Stuhl und dem Commonwealth of Australia befindet sich der Sitz des australischen Militärordinariats in Campbell.
Im Jahre 1912 beauftragten die katholischen Bischöfe von Australien den Erzbischof von Melbourne Thomas Joseph Carr Gespräche mit dem Department of Defence zur Ernennung von Militärkaplänen aufzunehmen. Erster Militärgeistlicher im Rang eines Bischofs war Erzbischof Carr. Er hatte den Status eines Major-Generals (2 Sterne).

## Militärbischöfe
| Militärbischöfe in Australien |                        |                                                               |                |                  |
| Nr.                           | Name                   | Amt                                                           | von            | bis              |
| 1                             | Thomas Joseph Carr     | Erzbischof von Melbourne                                      | 1912           | 1917             |
| 2                             | Daniel Mannix          | Erzbischof von Melbourne                                      | 1917           | 6. November 1963 |
| 3                             | Thomas Absolem McCabe  | Bischof von Wollongong                                        | 1964           | 1969             |
| 4                             | John Aloysius Morgan   | Weihbischof in Canberra-Goulburn Titularbischof von Membressa | 29. Mai 1969   | 2. Januar 1985   |
| 5                             | Geoffrey Francis Mayne | Titularbischof von Mopta                                      | 2. Januar 1985 | 16. Juli 2003    |
| 6                             | Max Leroy Davis        | Militärbischof von Australien                                 | 16. Juli 2003  | 24. Mai 2021     |